# Латышев, Игорь Михайлович
Игорь Михайлович Латышев (24 декабря 1964, Базан, Красноярский край) — советский и российский хоккеист, нападающий. Мастер спорта России. Тренер, функционер.

## Биография
Воспитанник ангарского хоккея, играл за команды «Ермак» Ангарск (1981/82 — 1985/86), СКА Новосибирск (1986/87 — 1989/90), «Сибирь» Новосибирск (1990/91), «Химик» Воскресенск (1991/92), «Авангард» Омск (1992/93 — 1994/95), «Рубин» Тюмень (1995/96 — 1997/98), «Рубин-2» (1999/2000), «Газовик» Тюмень (2000/01), «Югра» Сургут (2001/02). «Старт» / «Газовик-Старт» (Ялутуровск, 2002—2005).
Тренер (2002/03), начальник команды «Газовик». Главный тренер команды «Газовик-Старт» (2007/08). Начальник команды КХЛ «Адмирал» Владивосток (2013/14 — 2017/18).
Работал заместителем директора тюменского Дворца спорта, руководителем Центра спортивной подготовки «Тюменский легион».
Окончил Высшую школу тренеров Сибирского государственного университета физической культуры и спорта (2010).